# Bertha Ræstad
Bertha Ræstad, född 11 juli 1887 i Oslo, död 8 juni 1959, var en norsk skådespelare, syster till Arnold Christopher Ræstad.
Ræstad debuterade 1906 på Fahlstrøms Teater och ledde 1912 sin egen teater på Tivoli, där hon bland annat spelade Strindbergs Fröken Julie. Därefter var hon vid Centralteatret, Det Nye Teater 1929–1936, och Nationaltheatret 1922–1927 och 1936–1940. På Nationaltheatret spelade hon bland annat Katharina i Shakespeares Så tuktas en argbigga och Dordi i Hans E. Kincks Driftekaren. Hon drog sig tillbaka från scenen 1940.
År 1911 medverkade hon i stumfilmen Under forvandlingens lov.

## Filmografi
- 1911 – Under forvandlingens lov